# Михель, Ойген
Ойген Михель (нем. Eugen Michel; 22 февраля 1873, Франкенталь, Пфальц — 1946, Ганновер, Нижняя Саксония, Германия) — немецкий архитектор, профессор Технического университета Ганновера; член НСДАП (1933).

## Биография
Ойген Михель родился 22 февраля 1873 года во Франкенталь (Пфальц); во время получения высшего образования он стал членом студенческого братства «Corps Pomerania-Silesia Berlin». Он написал и защитил диссертацию в Берлине — стал кандидатом наук (Doktoringenieur); в 1899 году он прошел 2-й государственный экзамен на диплом государственного строителя (Regierungsbaumeister) — аналога эксперта по управлению общественным строительством.
В 1907 году в Техническом университете Ганновера Ойген Михель занял позицию профессора структурного анализа (Baustatik) в архитектуре; с 1921 года в этом же ВУЗе он преподавал также и акустику помещений. С 1928 года Михель, совместно с Фридрихом Вильгельмом Фишером, возглавлял Исследовательский центр церковного искусства и акустики помещений. В 1927 году Михель разработал акустический проект для концертного зала «Rudolf-Oetker-Halle» в Билефельде, а в 1929 — спроектировал большой зал вещания в новом вещательном центре радиостанции «Nordische Rundfunk AG» (NORAG) в Гамбурге. 1 мая 1933 года он стал членом НСДАП, а 11 ноября 1933 года оказался среди более 900 ученых и преподавателей немецких университетов и вузов, подписавших «Заявление профессоров о поддержке Адольфа Гитлера и национал-социалистического государства». Скончался в 1946 году.

## Работы
- Die künstlerische Gestaltung von Eisenkonstruktionen. (mit Hermann Jordan) Königliche Akademie des Bauwesens zu Berlin, 1913.
- Hörsamkeit großer Räume. Braunschweig 1921.
- (соавтор): Handbuch der Physik, Bd. 8, Akustik. (hrsg. von Ferdinand Trendelenburg) 1927.
- Akustik und Schallschutz im Hochbau. Berlin / Leipzig 1938.
- Geschichte des Brückenbaus. Architektur. Reprint, Zürich 2009.